# 本·曼斯菲爾德
本·曼斯菲爾德（Ben Mansfield，1983年5月29日—）是英國的一位演員。他最著名的作品是在ITV電視劇重返侏羅紀中飾演Captain Becker角色。